# Stephen Menn
Stephen Philip Menn (* 1964) ist ein US-amerikanischer Mathematiker, Philosoph und Philosophiehistoriker.

## Leben
Menn wurde 1985 an der Johns Hopkins University in Mathematik und 1989 an der University of Chicago bei Ian Mueller in Philosophie promoviert. Er ist Professor für Philosophie an der kanadischen McGill University. Von 2011 bis 2015 war er Honorarprofessor für Philosophie der Antike und Gegenwart an der Humboldt-Universität zu Berlin. Dort arbeitete er an einer Monographie zu The Aim and the Argument of Aristotle’s Metaphysics.
Seine Forschungsschwerpunkte sind die Philosophie der Antike (Platon, Aristoteles, die Stoa und der Neuplatonismus) und die Philosophie des Mittelalters (einschließlich der islamischen Philosophie). 2022 trug er zwei Bände zu dem von Richard Sorabji initiierten Ancient Commentators on Aristotle Project bei (zu Simplikios, On Aristotle Physics). Mit Justin Smith hat er philosophische Erörterungen des Anton Wilhelm Amo (um 1703–nach 1753), eines in Deutschland lehrenden Philosophen afrikanischer Herkunft, herausgegeben und übersetzt.

## Schriften (Auswahl)
- Plato on God As Nous. Southern Illinois University Press, Carbondale 1995, ISBN 978-0-585-02970-2.
- Descartes and Augustine. Cambridge University Press, Cambridge 1998; revised paperback edition, 2002.
- Anton Wilhelm Amo’s Philosophical Dissertations on Mind and Body. Edited and translated by Stephen Menn and Justin E. H. Smith. Oxford University Press, Oxford 2020.